# Брајковци
Брајковци (мкд. Брајковци) су насеље у Северној Македонији, у југоисточном делу државе. Брајковци су насеље у оквиру општине Валандово.

## Географија
Брајковци су смештени у југоисточном делу Северне Македоније. Од најближег града, Валандова, село је удаљено 5 km југозападно.
Село Брајковци се налази у историјској области Бојмија. Село је положено у долини Вардара, на приближно 100 метара надморске висине. Околина насеља је на равничарска и плодно пољопривредно подручје,
Месна клима је измењена континентална са значајним утицајем Егејског мора (жарка лета).

## Становништво
Брајковци су према последњем попису из 2002. године имали 437 становника, а 1994. 422 становника.
| Националност | Становника |
| Македонци    | 413        |
| Албанци      | 0          |
| Турци        | 0          |
| Роми         | 0          |
| Цинцари      | 0          |
| Срби         | 24         |
| остали       | 0          |

Претежна вероисповест месног становништва је православље.